# Buen Paso
Buen Paso är en ort i Mexiko.   Den ligger i kommunen Huitiupán och delstaten Chiapas, i den sydöstra delen av landet, 700 km öster om huvudstaden Mexico City. Buen Paso ligger 222 meter över havet och antalet invånare är 274.
Terrängen runt Buen Paso är bergig åt nordost, men åt sydväst är den kuperad. Buen Paso ligger nere i en dal. Runt Buen Paso är det ganska tätbefolkat, med 70 invånare per kvadratkilometer. Närmaste större samhälle är Simojovel de Allende, 15,3 km söder om Buen Paso. I omgivningarna runt Buen Paso växer i huvudsak städsegrön lövskog.